# Stanhopea annulata
Stanhopea annulata är en orkidéart som beskrevs av Rudolf Mansfeld. Stanhopea annulata ingår i släktet Stanhopea och familjen orkidéer. Inga underarter finns listade i Catalogue of Life.

## Bildgalleri

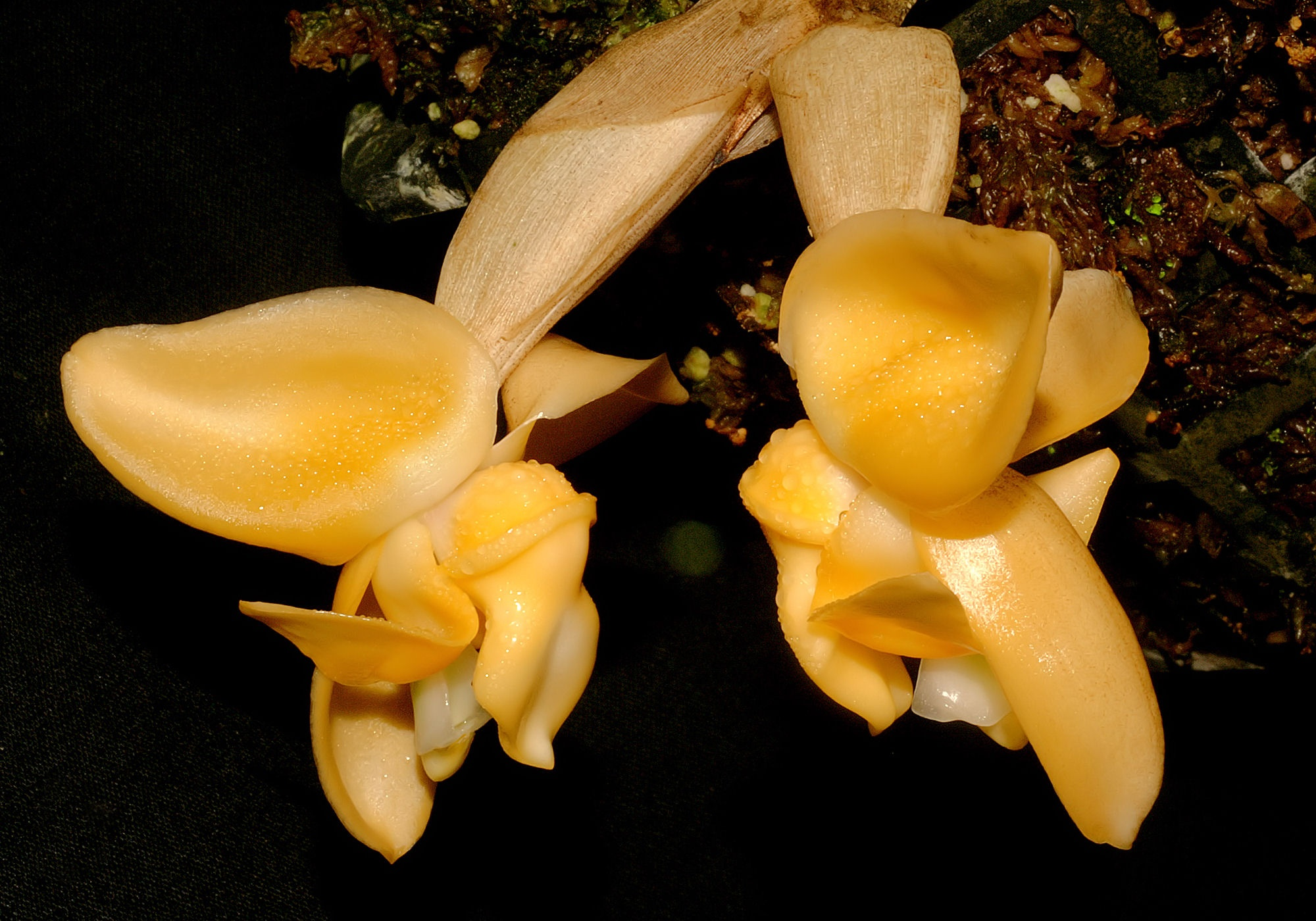
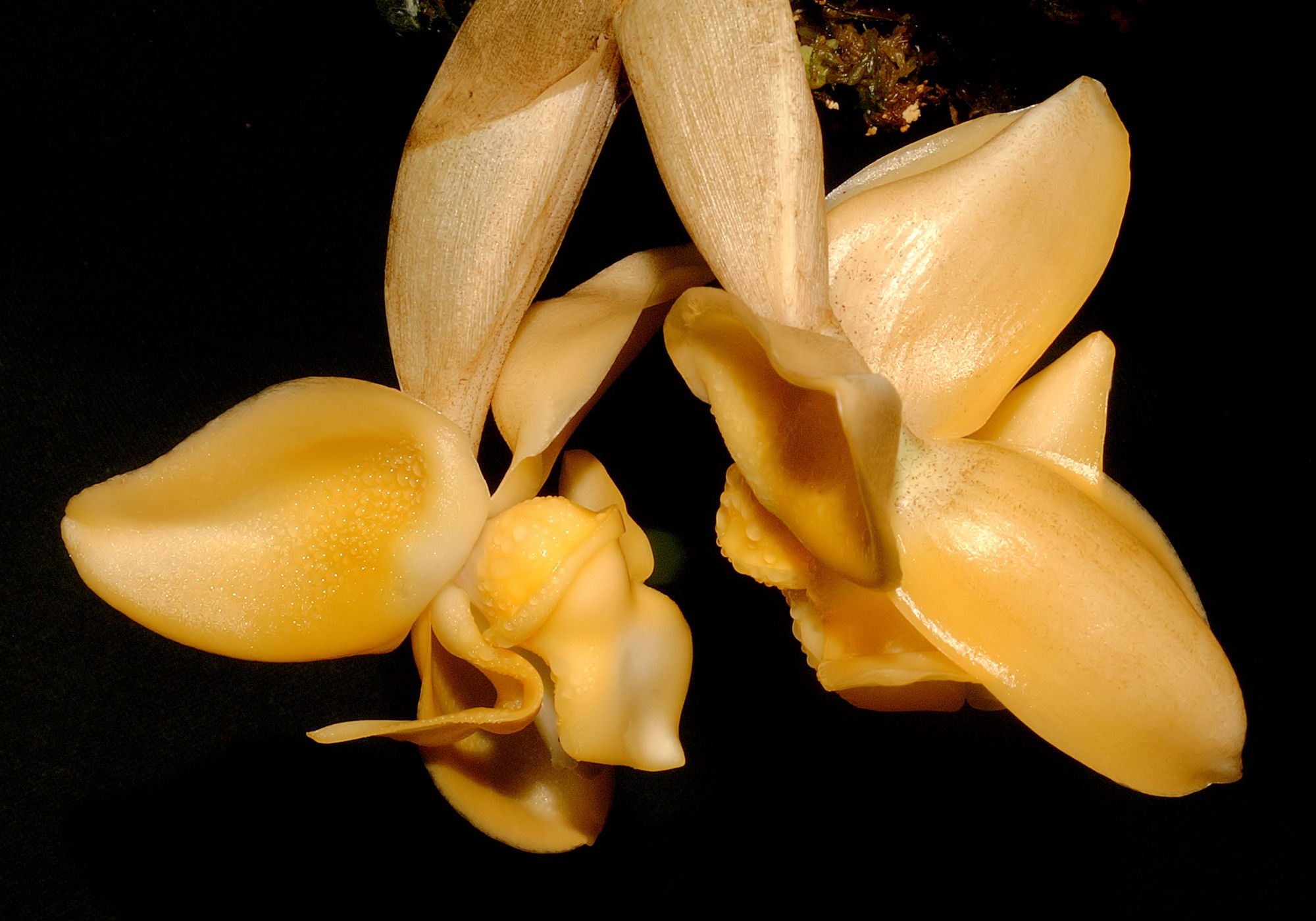
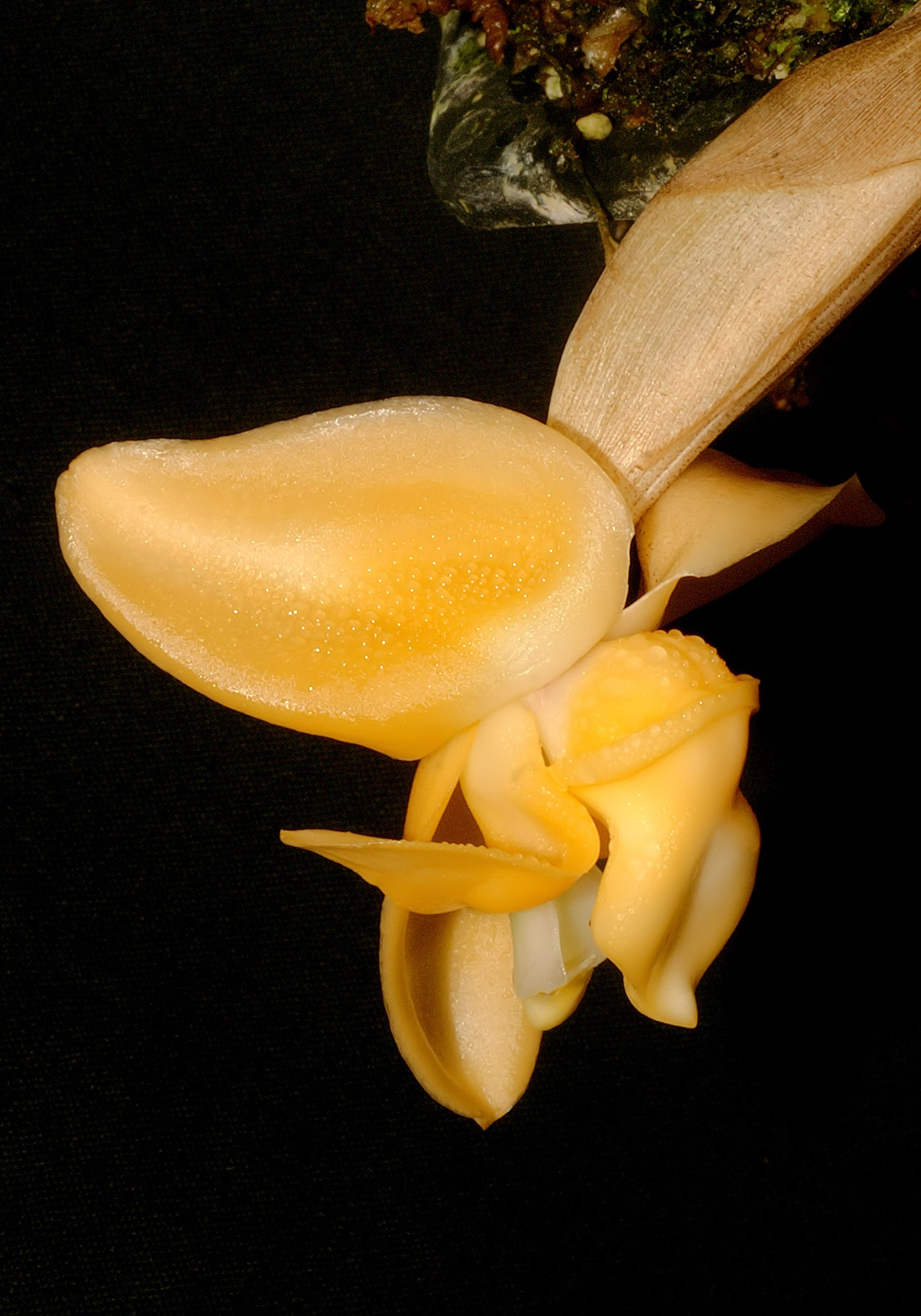